# Bahnhof Bernau (b Berlin)
Der Bahnhof Bernau (b Berlin) ist der einzige Bahnhof der Stadt Bernau bei Berlin (der andere vermeintliche S-Bahnhof Bernau-Friedenstal ist lediglich ein Haltepunkt). Er ist ein Fern- und Regionalbahnhof sowie Endstation der Linie S2 der Berliner S-Bahn. Der Bahnhof liegt im Tarifbereich Berlin C des Verkehrsverbundes Berlin-Brandenburg.
Der Eingangsbau mit Schalterhalle, Treppenaufgang und Bahnsteig steht ebenso unter Denkmalschutz wie die Reparaturhalle der S-Bahn im südwestlichen Bahnhofsbereich.

## Geschichte

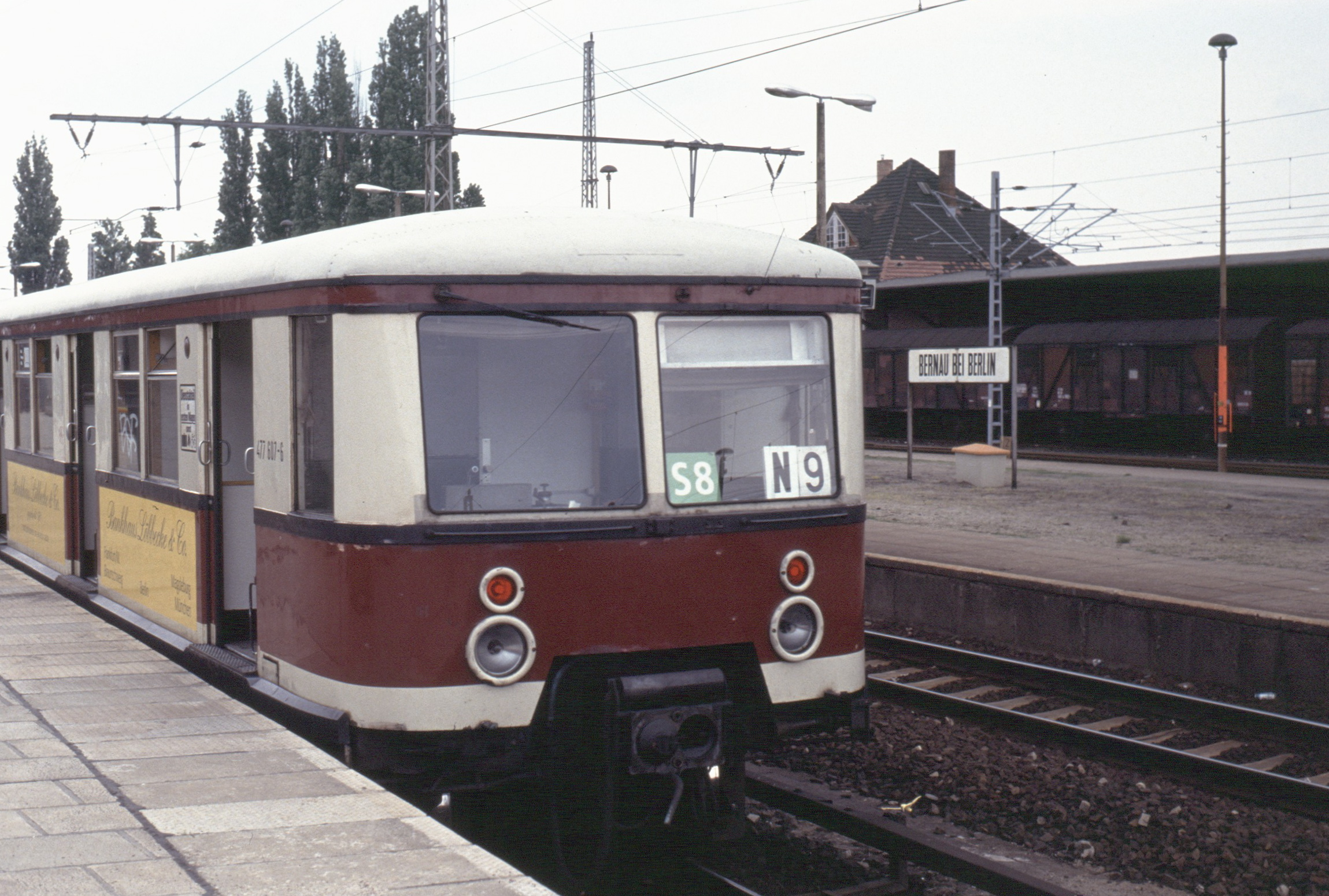
S-Bahnzug der Baureihe 477, rechts der Fernbahnsteig, 1993

Der Bahnhof wurde am 1. August 1842 an der Teilstrecke Berlin–Eberswalde der Berlin-Stettiner Eisenbahn-Gesellschaft eröffnet. Bis zum 15. August 1843 erfolgte die Verlängerung in die pommersche Hauptstadt Stettin (Szczecin).
1913 bis 1916 wurde für den Vorortverkehr ein eigenes Gleispaar an der Stettiner Bahn errichtet, welches sein Ende in Bernau fand. Ein Bahnhofsgebäude wurde errichtet.
Bis 1924 folgte die Elektrifizierung der Vorortgleise mit 750 Volt Gleichstrom und seitlicher Stromschiene, dies leitete die Große Elektrisierung aller weiteren Berliner Stadt-, Ring- und Vorortbahnen ein. Am 8. August 1924 wurde der elektrische Vorortbetrieb aufgenommen (ab 1925 mit den für diese Strecke konstruierten Zügen der Bauart Bernau), welcher ab dem 1. Dezember 1930 unter der Bezeichnung „S-Bahn“ geführt wurde.
Die früheren Gütergleise mit Weichenanlagen wurden im 21. Jahrhundert abgebaut und einen Teil der Fläche ließ die Stadtverwaltung zusammen mit der Deutschen Bahn in eine innerstädtische Umgehungsstraße umbauen. (Stand Juli 2022)

## Vorkommnisse
Am 24. September 1989 fuhr morgens um 5 Uhr ein Zug der Baureihe 277 über den Prellbock. Das führende Drehgestell des ersten Wagens stürzte in das Bahnhofsgebäude.
Für die Triebzüge stand in Bernau eine dreiständige Triebwagenhalle zur Verfügung, die zunächst dem Bw Berlin Nordbahnhof, später dem Bw Berlin-Grünau unterstellt war. 2001 erfolgte die Schließung der Halle.

## Architektur des Bahnhofskomplexes

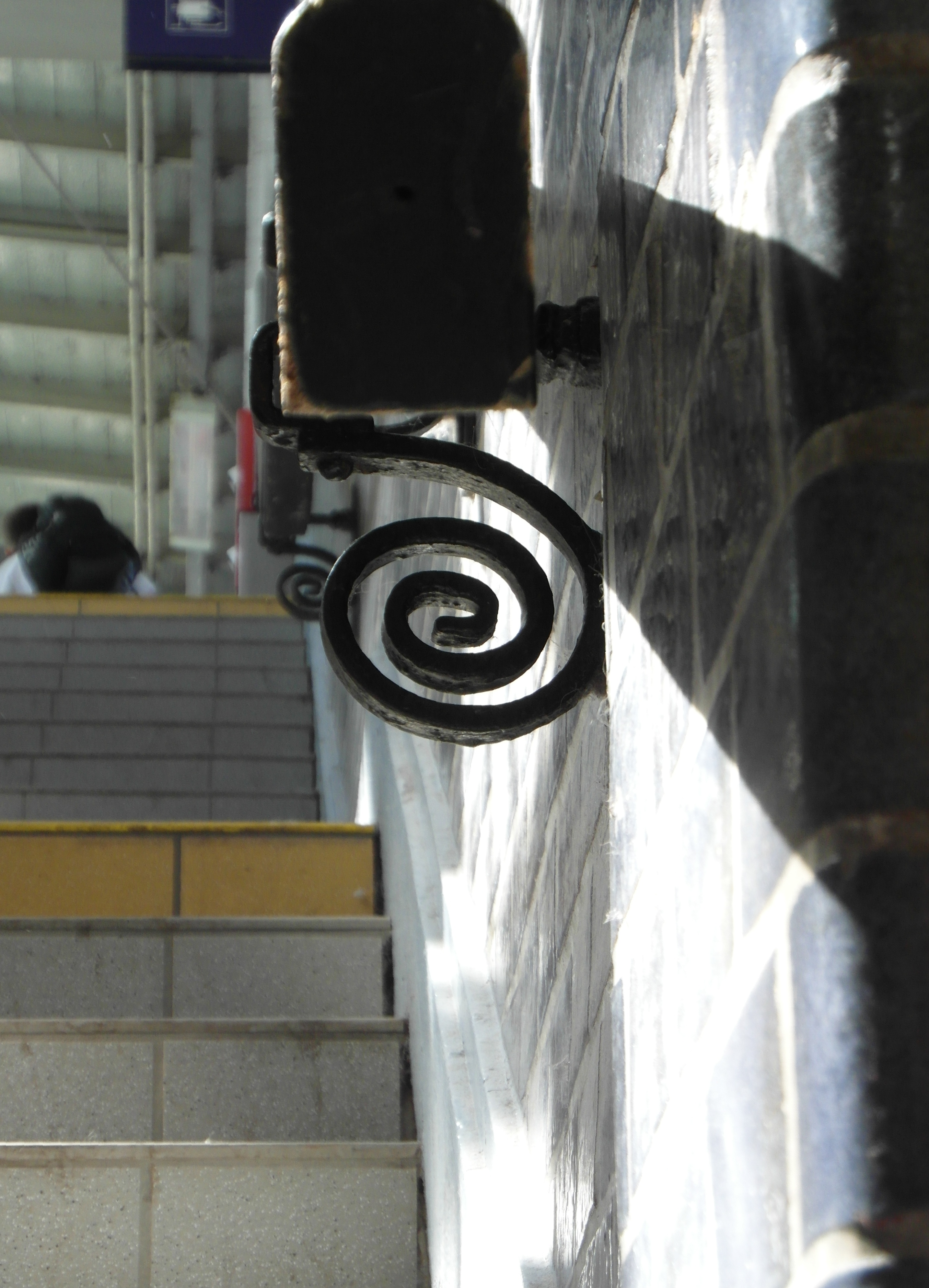
Detail vom Handlauf zum S-Bahnsteig

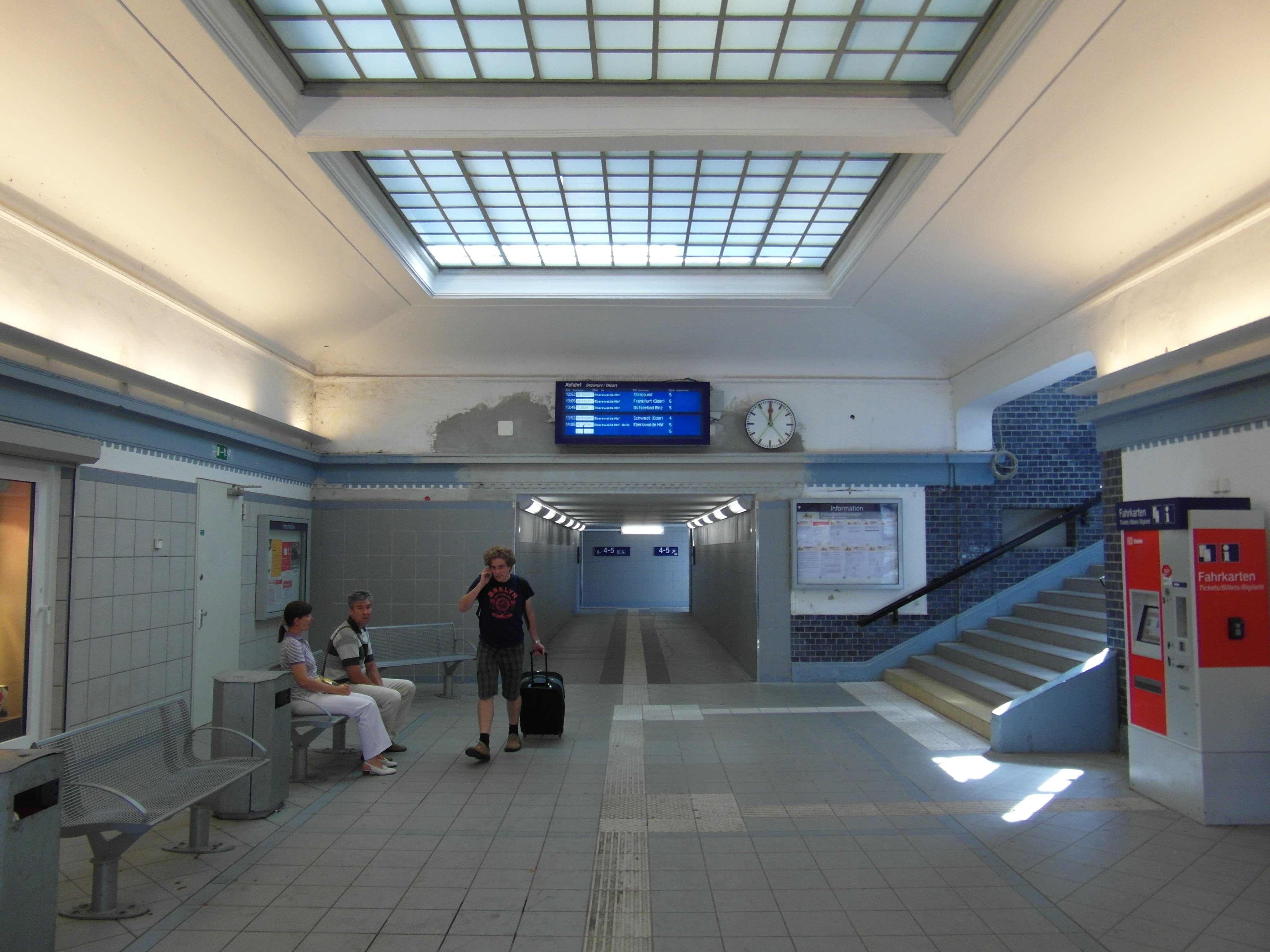
Eh. Schalterhalle nach der Modernisierung

Der Architekt der Bahnhofsbauten ist unbekannt, das Baujahr fällt mit der Eröffnung des neuen Gleisanschlusses um 1916 zusammen. Kurz nach der Wende zum 20. Jahrhundert hatte sich bei Bahnbauten der Jugendstil für kleine Verzierungen durchgesetzt.
Zum Bahnhofskomplex gehören das zweigeschossige Haupt-Zugangsgebäude mit einer Treppe zum S-Bahnsteig sowie ein Tunnel zum Regional- und Fernbahnsteig, der von der Schalterhalle abgeht. Während die Treppe zur S-Bahn mit einigen Schmuckelementen wie dem geschmiedeten Handlauf, die Bahnhofsuhr in der Halle und die hochformatigen schmalen Fenster renoviert wurden und die Wände des Aufgangs aus unverputzten Hartbrandklinkern bestehen, ist die ursprüngliche Architektur der früheren Schalterhalle nicht mehr erhalten. Lediglich ein großes kassettiertes Glasdach und die Klinkerreste neben dem Eingangsportal verweisen auf den früheren Zustand. Fußboden und Wandflächen erhielten beim Umbau große quadratische ungeschmückte Keramikfliesen. Bereits seit vielen Jahrzehnten verfügt der S-Bahnsteig noch über eine separate nicht überdachte Treppe, die direkt auf den Bahnhofsplatz führt.

Wie zu Beginn der Eisenbahnzeit üblich, besaß der Bahnhof einen größeren Güterverladeplatz, die entsprechende aus Backsteinen errichtete Halle ist erhalten und steht leer.
Auf dem Fernbahnsteig sind das histor. Wartehäuschen mit klinkerverkleidertem Unterteil erhalten und die Stahlstützen für das Wetterschutzdach.

## Umgestaltung

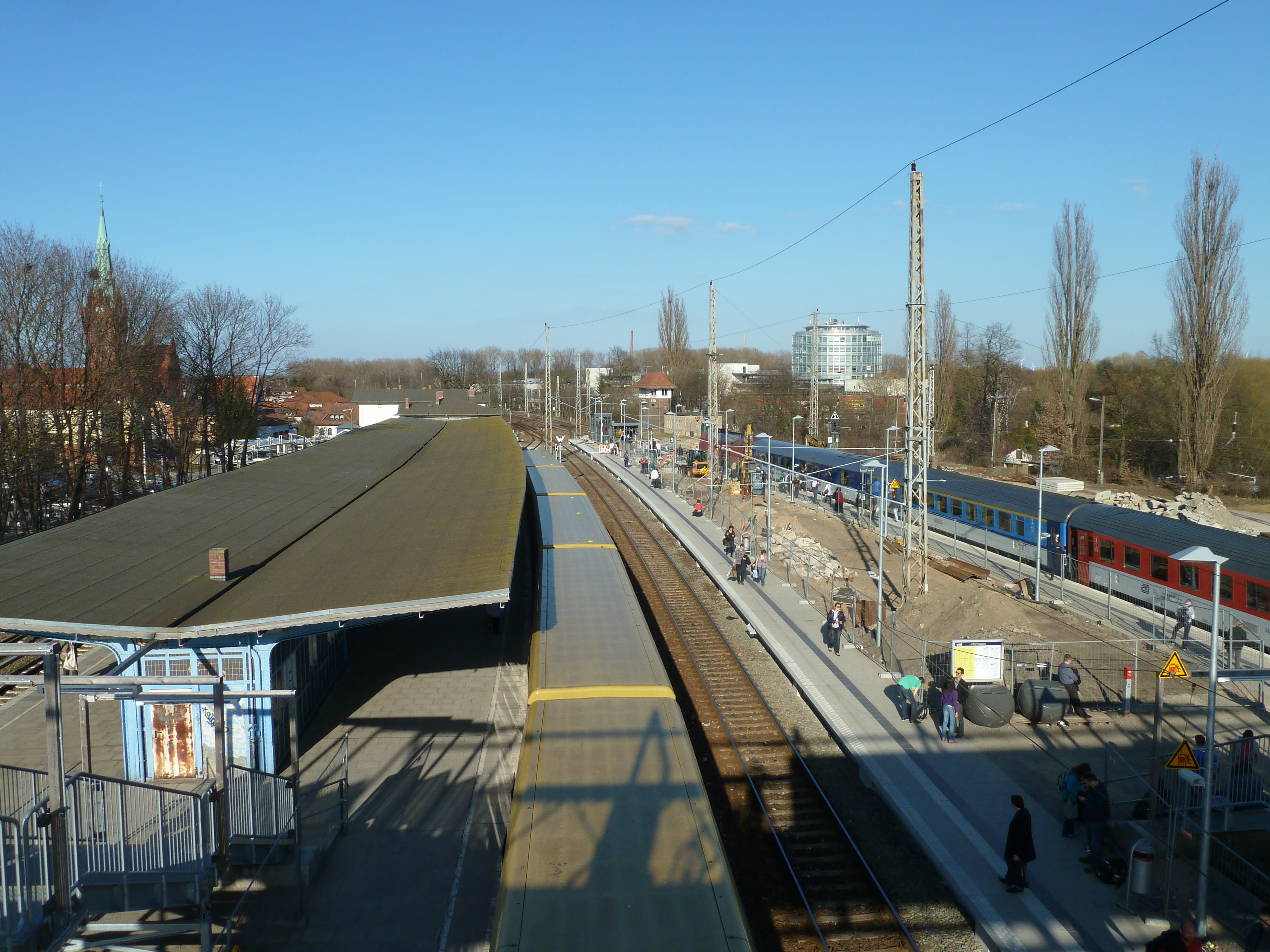
Modernisierung der Bahnsteige (2012)

Von 2009 bis 2014 wurden der Bahnhof und der Bahnhofsvorplatz umfassend modernisiert und umgestaltet. Neben der Herstellung barrierefreier Zugänge und der Erhöhung der Übersichtlichkeit wurde der Bahnhofsvorplatz als Mobilitätsdrehscheibe und Umsteigepunkt zwischen Bahnhof, erneuerten und überdachten Bushaltestellen sowie Pkw-, Taxi- und Fahrradstellplätzen aufgewertet. Planung und Ausführung hatte die Stadtverwaltung an die Planungsgemeinschaft Ingenieurbüro Börjes und das Landschaftsarchitekturbüro Beusch aus Potsdam vergeben. Das Land Brandenburg förderte den Umbau mit 1,2 Millionen Euro.
Am Bahnhof selbst wurden die Bahnhofshalle saniert sowie das Informations- und Wegeleitsystem und die Beleuchtung erneuert. Die Personenunterführung wurde saniert, die Bahnsteigaufgänge erneuert und im April 2012 ein Aufzug zum Regionalbahnsteig in Betrieb genommen. Anschließend erfolgte die Erneuerung des Fernbahnsteigs, der zum Abschluss der Sanierung im Sommer 2013 ein Dach erhielt. Die Deutsche Bahn investierte 4,5 Millionen Euro, hiervon stammen 1,3 Millionen Euro aus dem Konjunkturprogramm.
Während die Reparaturhalle der S-Bahn seit längerem auf der Denkmalliste stand, wurde 2019 auch der Eingangsbau des Bahnhofs mit Schalterhalle, Treppenaufgang und Bahnsteig unter Denkmalschutz gestellt.

## Im Umfeld des Bahnhofs
Ein Fahrradparkhaus mit 566 Stellplätzen mit Zugang vom Bahnhofsvorplatz konnte Mitte 2013 eröffnet werden. Auf den Zweck weist ein Schriftzug und vom Bahnhof direkt gut sichtbar ein bildhaftes und großflächiges Graffiti. Neben fast 500 kostenfreien Doppelstockplätzen stehen auch gebührenpflichtige verschließbare Fahrradboxen zur Verfügung.
Auf dem Bahnhofsplatz konnte darüber hinaus ein größeres verglastes Wartehäuschen für die Nutzer der Omnibuslinien errichtet werden. Es ist aber vorgesehen, die Aufenthaltsqualität auf dieser großen Fläche durch Anpflanzungen, durch die Installation von Wasserspielen und Aufstellung eines Trinkwasserbrunnens weiter zu verbessern. Deshalb gab es einen Aufruf an die Bürger von Bernau, über Verbesserungsvarianten des Platzes abzustimmen.
Schon seit etlichen Jahrzehnten steht ein großes rechteckiges Postament auf dem Bahnhofsvorplatz, auf dem eine Flammenschale befestigt ist und der rote Winkel die Opfer des Nationalsozialismus ehrt.

## Verkehrsanbindung

### Fern- und Regionalverkehr
| Linie                    | Linienverlauf | Linienverlauf | Linienverlauf | Takt (min)    | EVU              |
| ------------------------ | --- | --- | --- | ------------- | ---------------- |
| ICE 15                   | (Ostseebad Binz –) Stralsund Hbf – Greifswald – Prenzlau – Bernau – Berlin (– Halle (Saale) – Erfurt Hbf – Frankfurt (Main)) | (Ostseebad Binz –) Stralsund Hbf – Greifswald – Prenzlau – Bernau – Berlin (– Halle (Saale) – Erfurt Hbf – Frankfurt (Main)) | (Ostseebad Binz –) Stralsund Hbf – Greifswald – Prenzlau – Bernau – Berlin (– Halle (Saale) – Erfurt Hbf – Frankfurt (Main)) | einzelne Züge | DB Fernverkehr   |
| ICE 28                   | (Ostseebad Binz –) Stralsund Hbf – Greifswald – Prenzlau – Bernau – Berlin (– Leipzig Hbf – Erfurt Hbf – München Hbf)        | (Ostseebad Binz –) Stralsund Hbf – Greifswald – Prenzlau – Bernau – Berlin (– Leipzig Hbf – Erfurt Hbf – München Hbf)        | (Ostseebad Binz –) Stralsund Hbf – Greifswald – Prenzlau – Bernau – Berlin (– Leipzig Hbf – Erfurt Hbf – München Hbf)        | einzelne Züge | DB Fernverkehr   |
| RE 3                     | Schwedt (Oder) – | Angermünde – Bernau – Berlin – Ludwigsfelde – Jüterbog – Lutherstadt Wittenberg Hbf                                          | 120 | 120           | DB Regio Nordost |
| RE 3                     | Stralsund Hbf – Züssow – | Angermünde – Bernau – Berlin – Ludwigsfelde – Jüterbog – Lutherstadt Wittenberg Hbf                                          | 120 | 120           | DB Regio Nordost |
| RB 24                    | Eberswalde Hbf – Bernau – Berlin-Lichtenberg – Berlin Ostkreuz – Berlin-Schöneweide – Schönefeld (bei Berlin)                | Eberswalde Hbf – Bernau – Berlin-Lichtenberg – Berlin Ostkreuz – Berlin-Schöneweide – Schönefeld (bei Berlin)                | Eberswalde Hbf – Bernau – Berlin-Lichtenberg – Berlin Ostkreuz – Berlin-Schöneweide – Schönefeld (bei Berlin)                | 60            | DB Regio Nordost |
| Stand: 15. Dezember 2024 | | | |               |                  |

### Nahverkehr
|                          | Bernau – Bernau-Friedenstal – Zepernick – Röntgental – Buch – Karow – Blankenburg – Pankow-Heinersdorf – Pankow – Bornholmer Straße – Gesundbrunnen – Humboldthain – Nordbahnhof – Oranienburger Straße – Friedrichstraße – Brandenburger Tor – Potsdamer Platz – Anhalter Bahnhof – Yorckstraße – Südkreuz – Priesterweg – Attilastraße – Marienfelde – Buckower Chaussee – Schichauweg – Lichtenrade – Mahlow – Blankenfelde \|\|style="text-align:center"\| 20 | S-Bahn Berlin |
| Stand: 15. Dezember 2024 | |               |